# François Fick
François Fick (Cattenom, 9 février 1862 - Châtel-Saint-Germain, 29 septembre 1922) est un homme politique lorrain. Il fut député allemand au Landtag d'Alsace-Lorraine de 1911 à 1918.

## Biographie
François Fick voit le jour le 9 février 1862 à Cattenom, en Lorraine. Après la défaite française de 1871, l'Alsace-Lorraine est annexée à l'Allemagne. La vie reprend doucement son cours et les affaires reprennent. François Fick devient négociant en gros. Membre du conseil municipal d'Audun-le-Tiche, il s'interesse bientôt à la politique. Élu maire de la commune en 1901, il devient conseiller au Bezirkstag de lorraine, l'assemblée du district de Lorraine, en 1905. De 1907 à 1911, François Fick est par ailleurs membre de la Landesausschuss.     
Dans le paysage politique régional, on assiste à l’implantation progressive des partis politiques de type allemand, corrélativement à l’émergence d’une politique régionale propre au Reichsland et à ses enjeux. Ces nouveaux enjeux le poussent, en 1911, à se présenter aux élections du Landtag d'Alsace-Lorraine, l'assemblée législative d'Alsace-Lorraine. François Fick est élu député sur la circonscription de  Fentsch-Algringen. Il siège avec le Lothringer Block, le "Bloc lorrain". Opposé aux socialistes du SPD, aux libéraux du Elsässische Fortschrittspartei et aux centristes du Elsaß-Lothringische Zentrumspartei, François Fick défend au Landtag une ligne politique résolument favorable à la lorraine. 

## Mandats électifs
- octobre 1911 - novembre 1918 : circonscription de Fentsch-Algringen - Lothringer Block

## Sources
- François Roth, La Lorraine annexée, ed. Serpenoise, 2007 ;
- François Roth, La vie politique en Lorraine au 20e siècle, Presses universitaires de France, 1985 ;
- Regierung und Landtag von Elsaß-Lothringen 1911–1916, Biographisch-statistisches Handbuch, Mühlhausen, 1911, (p. 215).